# Ambasada Rusiei în Republica Moldova
Ambasada Rusiei în Republica Moldova este misiunea diplomatică a Federației Ruse în Republica Moldova. Sediul ei este la Chișinău.

## Ambasadori
1. Vladimir Pleciko (18 martie 1992 – 11 mai 1995)
2. Aleksandr Papkin (11 mai 1995 – 20 octombrie 1999)
3. Pavel Petrovski (20 octombrie 1999 – 1 august 2003)
4. Iuri Zabakov (1 august 2003 – 24 aprilie 2004)
5. Nikolai Reabov (19 octombrie 2004 – 27 iulie 2007)
6. Valeri Kuzmin (27 iulie 2007 – 5 aprilie 2012)
7. Farit Muhametșin (5 aprilie 2012 – 2 iulie 2018)
8. Oleg Vasnețov (2 iulie 2018 – prezent)